# 馬綸篤
馬綸篤。甘肅安定人，清朝政治人物。同進士出身。

## 生平
道光二十七年（1847年）中式丁未科張之萬榜三甲第三十七名進士，與名臣徐樹銘、李鴻章、沈葆楨等同榜。即用知縣。同治八年（1869年）曾任陝西涇陽知縣。任內增修戰亂毀壞的瀛洲書院。